# 블라디메르 힌체가슈빌리
블라디메르 기오르기스 제 힌체가슈빌리(조지아어: ვლადიმერ გიორგის ძე ხინჩეგაშვილი, 1991년 4월 18일~)는 조지아의 레슬링 선수, 정치인이다. 2012년 하계 올림픽에서 자유형 밴텀급에서 은메달을 획득했으며, 2016년 하계 올림픽에서 자유형 밴텀급 금메달을 획득했다. 또한 세계 선수권 대회에서 금메달, 은메달, 동메달 1개씩 획득했고, 유럽 선수권 대회에서 금메달 3개, 은메달 1개, 동메달 2개를 획득했다.

## 경력
1991년 고리에서 태어났다. 레슬링 선수 출신인 아버지인 기오르기 힌체가슈빌리는 유럽 주니어 선수권 대회 우승자이며 1999년에 사망했다. 아버지의 뒤를 이어 레슬링 선수를 지망한 힌체가슈빌리는 2000년에 디나모 고리 유소년팀에 입단했으며 2001년부터 누그자르 시렐리의 지도를 받았다.
조지아 유스, 주니어 국가대표를 거쳐 2010년에 처음으로 국가대표로 발탁되었으며 그 해 4월 아제르바이잔 바쿠에서 열린 첫 성인 국제 무대인 2010년 유럽 선수권 대회에 참가했다. 그는 1회전에서 영국의 크라시미르 크라스타노프를 꺾었으나 2회전에서 러시아의 빅토르 레베데프에게 패하면서 최종 순위 9위를 기록했다. 같은 해 6월에는 불가리아의 사모코프에서 열린 유럽 주니어 선수권 대회에서 아제르바이잔의 토그룰 애스개로프의 뒤를 이어 은메달을 획득했고 7월에 부다페스트에서 열린 2010년 세계 주니어 선수권 대회에서 애스개로프를 꺾으며 금메달을 차지했다.
2012년 8월 런던에서 열린 자신의 첫 올림픽인 2012년 하계 올림픽에서 러시아의 자말 오타르술타노프의 뒤를 이어 은메달을 획득했다.
2021년 2월 자신의 코치인 시렐리가 세운 고리 레슬링 학교의 감독이 되었으며 같은 해 3월 부다페스트에서 열린 2020년 하계 올림픽 예선 대회에서 아르메니아의 바즈겐 테바냔과 아제르바이잔의 해즈 앨리예프의 뒤를 이어 3위에 오른 후 현역에서 은퇴했다. 같은 해 7월 30일 조지아의  꿈 소속으로 출마할 고리시 시장 후보가 되었으며 이로 인해 고리 레슬링 학교 감독직을 사임했다. 이후 10월 2일 실시된 지방 선거에서 그는 52.9%의 득표율로 고리시 시장에 당선되어 현재까지 시장을 맡고 있다.